# James Halliday McDunnough
James Halliday McDunnough, né le 10 mai 1877 et mort le 23 février 1962 est un entomologiste canadien. Il est conservateur de la collection de William Barnes à Decatur dans l'Illinois et se lie d'amitié avec Arthur Ward Lindsey.
En 1919, Charles Gordon Hewitt lui confie la Collection nationale d'insectes et la direction de la Division de l'entomologie systématique. Auparavant il occupe un poste au laboratoire de biologie marine de Woods Hole au Massachusetts.